# Dominicus Meier
Dominicus Meier OSB (ur. 10 lipca 1959 w Heggen jako Michael Meier) – niemiecki duchowny katolicki, biskup pomocniczy Paderborn w latach 2015-2024, biskup Osnabrücku od 2024. 

## Życiorys
Święcenia kapłańskie przyjął 14 stycznia 1989 w zakonie benedyktynów. Pracował początkowo w sądzie biskupim w Salzburgu, a w latach 1994–2001 w trybunale w Paderborn. W 2001 mianowany opatem klasztoru w Meschede. Po ustąpieniu w 2013 z tego urzędu powrócił do pracy w sądzie w Paderborn w charakterze wikariusza sądowego.
15 lipca 2015 papież Franciszek mianował go biskupem pomocniczym archidiecezji Paderborn ze stolicą tytularną Castro di Sardegna. Sakry udzielił mu 27 września 2015 arcybiskup Hans-Josef Becker. 28 maja 2024 ten sam papież przeniósł go na urząd biskupa Osnabrücku. Ingres odbył 8 września 2024.